# Villa de Zaachila
Villa de Zaachila är en kommunhuvudort i Mexiko.   Den ligger i kommunen Villa de Zaachila och delstaten Oaxaca, i den sydöstra delen av landet, 400 km sydost om huvudstaden Mexico City. Villa de Zaachila ligger 1 518 meter över havet och antalet invånare är 13 959.
Terrängen runt Villa de Zaachila är kuperad åt sydost, men åt nordväst är den platt. Runt Villa de Zaachila är det ganska tätbefolkat, med 90 invånare per kvadratkilometer. Närmaste större samhälle är Oaxaca de Juárez, 13,0 km norr om Villa de Zaachila. I omgivningarna runt Villa de Zaachila växer huvudsakligen savannskog.